# Live in São Paulo
Live in São Paulo è un live del gruppo metal Sepultura.

## Il disco
Tutte le tracce vennero registrate il 3 aprile 2005 ad un concerto di São Paulo, Brasile. Fu pubblicato anche un DVD con lo stesso nome. Entrambi vennero pubblicati l'8 novembre, dalla SPV GmbH. Fu soltanto la seconda volta in cui si poté sentire Derrick Green cantare le canzoni dell'era Max Cavalera su un'uscita ufficiale. (Una versione live di "Roots Bloody Roots" cantata da Green venne pubblicata come bonus track su Nation). In "Escape To The Void" si alternato come voce principale quella di Green e del chitarrista Kisser, in un interessante duetto.

## Tracce

### Disco 1
1. Intro
2. Apes of God
3. Slave New World
4. Propaganda
5. Attitude
6. Choke
7. Inner Self / Beneath the Remains
8. Escape to the Void
9. Mindwar
10. Troops of Doom
11. Necromancer

### Disc 2
1. Sepulnation
2. Refuse/Resist
3. Territory
4. Black Steel in the Hour of Chaos
5. Bullet the Blue Sky
6. Reza
7. Biotech Is Godzilla
8. Arise / Dead Embryonic Cells
9. Come Back Alive
10. Roots Bloody Roots

## Formazione
Gruppo
- Derrick Green - voce, chitarra ritmica
- Andreas Kisser - chitarra, seconda voce
- Paulo Jr. - basso
- Igor Cavalera - batteria

Musicisti ospiti
- João Gordo - voce ospite nei brani Reza e Biotech is Godzilla
- Jairo Guedz - chitarra nei brani Necromancer e Troops of Doom
- Alex Camargo - voce ospite nel brano Necromancer
- B-Negao - voce ospite nel brano Black Steel in the Hour of Chaos
- Zé Gonzáles - campionamenti nel brano Black Steel in the Hour of Chaos